# Cécile Michel
Pour les articles homonymes, voir Michel.
Cécile Michel est une historienne française spécialisée en assyriologie née à Neuilly-sur-Seine le 20 avril 1962.

## Biographie
Après avoir soutenu sa thèse en 1988 (Les Marchands Inaya dans les tablettes cappadociennes) à Paris I, elle entre au CNRS en 1990. Elle enseigne à l'Université Paris 8 et à l'Institut catholique de Paris. Elle reçoit en 1999 un prix de l'Académie des inscriptions et belles-lettres et, en 2002, le prix Delalande-Guéreau. Elle soutient une habilitation à diriger des recherches en 2004 à Paris VIII. Depuis 2007, elle est directrice de recherche dans le laboratoire Archéologies et sciences de l’Antiquité, à la Maison Archéologie et ethnologie René Ginouvès.
Membre du groupe international d’assyriologues chargés du déchiffrement des tablettes cunéiformes découvertes à Kültepe (Anatolie centrale), elle mène des recherches sur les archives, le commerce mésopotamien, l’organisation de la société, les femmes et l’histoire du genre. Ses publications portent aussi sur la vie quotidienne et la culture matérielle en Mésopotamie, ainsi que sur l’éducation, l’apprentissage de la lecture et de l’écriture. Mettant en relation l’observation d’une éclipse de soleil avec les données archéologiques, dendrochronologiques et textuelles, elle a proposé une datation absolue pour la chronologie du début du IIe millénaire av. J.-C.,
Professeur invité au Centre for Textile Research à Copenhague, elle a été élue docteur honoris causa de l'Université de Copenhague en décembre 2017. Membre du Centre for the Study of Manuscript Cultures à Hambourg depuis 2015, elle est professeur honoraire à l'université de Hambourg depuis 2016. En juillet 2014, elle est élue présidente de l'International Association for Assyriology,, fonction qu'elle occupe durant un mandat jusqu'en juillet 2018.
Cécile Michel tient le blog Brèves mésopotamiennes hébergé par le magazine Pour la Science. A la page Écriture cunéiforme et civilisation, elle propose divers documents textuels ou multimédia sur l'histoire de la Mésopotamie.
Elle est faite chevalier de la Légion d'honneur lors de la promotion du Nouvel an 2019.
Ses archives scientifiques sont déposées au Pôle archives de la Maison des Sciences de l’homme Mondes.

### Ouvrages
- 2015 (avec T. Tessier) Le Tour du monde des écritures, Paris, Rue des Enfants 32 p.
- 2014 (avec C. Breniquet, éd.) Wool Economy in the Ancient Near East and the Aegean: from the Beginnings of Sheep Husbandry to Institutional Textile Industry, Ancient Textiles 17, Oxbow Books, Oxford, 464 p.
- 2014 (avec P. Bordreuil, F. Briquel-Chatonnet, dir.)Les débuts de l’histoire. Civilisations et cultures du Proche-Orient ancien, Paris : Éditions Khéops, 518 p.
- 2013 (avec C. Baroin, dir.) Richesse et sociétés, Colloques de la Maison René-Ginouvès 9, Paris : De Boccard, 284 p.
- 2010 (avec M.-L. Nosch, éd.) Textile Terminologies in the Ancient Near East and Mediterranean from the Third to the First millennia BC, Ancient Textiles Series 8, Oxford: Oxbow Books, 444 + xx p.
- 2009 (avec B. Lion, éd.) Histoires de déchiffrements. Les écritures du Proche-Orient à l’Égée, Paris : éditions errance, coll. Les Hespérides, 206 p.
- 2008 (éd.)Old Assyrian Studies in Memory of Paul Garelli, Old Assyrian Archives Studies 4, Publications de l’Institut historique-archéologique néerlandais de Stamboul, vol. CXII, Leyde
- 2008 (avec B. Lion, éd.) Les écritures cunéiformes et leur déchiffrement, B. Lion et C. Michel (dir.), Travaux de la Maison René-Ginouvès 4, Paris : De Boccard, 48 p.
- 2006 (avec B. Lion, éd.) De la domestication au tabou : le cas des suidés au Proche-Orient ancien, Travaux de la Maison René-Ginouvès 1, Paris : De Boccard, 338 p. et XX pl.
- 2003 Old Assyrian Bibliography of Cuneiform Texts, Bullae, Seals and the Results of the Excavations at Assur, Kültepe/Kanis, Acemhöyük, Alishar and Bogazköy, Old Assyrian Archives Studies 1, Publications de l’Institut historique-archéologique néerlandais de Stamboul, vol. XCVII, Leyde, 206 p.
- 2001 (F. Joannès dir., assisté de C. Michel) Dictionnaire de la civilisation mésopotamienne, Collection BOUQUINS, Éditions Robert Laffont, Paris, 2001, 1020 p.
- 2001 Correspondance des marchands de Kaniš au début du IIe millénaire av. J.-C., Littératures du Proche-Orient ancien, no  19, Éditions du Cerf, Paris, 606 p.
- 1997 (avec P. Garelli) Tablettes paléo-assyriennes de Kültepe 1 (Kt 90/k), Istanbul, 339 p.
- 1991 Innāya dans les tablettes paléo-assyriennes, Éditions Recherche sur les Civilisations, A.D.P.F., Paris, 1991. Deux volumes : I. Analyse, 290 p., II. Édition des textes, 436 p.
- 1987 Nouvelles tablettes “cappadociennes" du Louvre, Revue d’Assyriologie 81, 1987, 95 p.

### Articles (sélection)
- 2014 The Assyrian Textile Trade in Anatolia (19th century BCE) : From Traded Goods to Prestigious Gifts, in K. Droß-Krüpe (éd.), Textile Trade and Distribution in Antiquity, Philippika 73, Wiesbaden, 111-122.
- 2014 Wool Trade in Upper Mesopotamia and Syria According to Old Babylonian and Old Assyrian Texts, in C. Breniquet & C. Michel (éd.) Wool Economy in the Ancient Near East and the Aegean : From the Beginnings of Sheep Husbandry to Institutional Textile Industry, Ancient Textiles Series 17, Oxford, Oxbow Books, p. 232-254.
- 2014 La comptabilité des marchands assyriens de Kaniš (XIXe siècle av. J.-C.), Comptabilités 6,
- 2014 Central Anatolia in the 19th and 18th Centuries B. C., dans E. Cancik-Kirschbaum, N. Brisch et J. Eidem (éd.), Constituent, Confederate, and Conquered Space. The Emergence of the Mittani State, TOPOI. Berlin Studies of the Ancient World 17, p. 111-136
- 2014 Se restaurer en voyage en haute Mésopotamie et Anatolie au début du IIe millénaire avant J.-C., in L. Milano (éd.), Paleonutrition and Food Practices in the Ancient Near East : Towards a Multidisciplinary Approach (HANE/M XIV), Padua : S.A.R.G.O.N, p. 309-326.
- 2014 Considerations on the Assyrian settlement at Kaneš », in L. Atici, F. Kulakoğlu, G. Barjamovic et A. Fairbairn (éd.), JCS suppl. 4, p. 69-84
- 2013 Economic and Social Aspects of the Old Assyrian Loan Contract. In F. D’Agostino (éd.), L’economia dell’antica Mesopotamia (III-I millennio a.C.) Per un dialogo interdisciplinare, La Sapienza Orientale 9  (ISSN 2039-8557), p. 41-56
- 2013 Old Assyrian Kaniš (Akkadian Texts – Women in Letters), chapter 9a, in M. W. Chavalas (ed.), Women in the Ancient Near East, London & New York: Routledge, p. 205-212
- 2012 L’alimentation au Proche-Orient ancien : les sources et leur exploitation », in B. Lion (éd.), L’histoire de l’alimentation dans l’Antiquité : Bilan historiographique, Dialogues d’Histoire Ancienne Supplément 7, Besançon, p. 17-45.
- 2011 The Private Archives from Kaniš Belonging to Anatolians, in M. Balza (ed.), Archival, Scribal, and Administrative Spaces among the Hittites, Altorientalische Forschungen 38, p. 94-115.
- 2011 The Kārum Period on the Plateau, in S. R. Steadman et G. McMahon (éd.), Handbook of Ancient Anatolian (10,000 – 323 B.C.E.), Oxford : Oxford University Press, p. 313-336
- 2011 Une liste paléographique de signes cunéiformes. Quand les scribes assyriens s’intéressaient aux écritures anciennes…, in F. Wateau (éd.), avec la collaboration de C. Perlès et Ph. Soulier, Profils d’objets, Approches d’anthropologues et d’archéologues, Colloques de la Maison René-Ginouvès 7, Paris, p. 245-257.